# 石坂康倫
石坂 康倫（いしざか やすとも、1951年12月18日 - ）は日本の教育者、数学教諭。
東京都出身。1976年東京学芸大学教育学部卒業。
東京都立狛江高等学校教諭などを経て、東京都立八潮高等学校教頭、東京都立立川高等学校副校長を歴任。
東京都の教育改革の中で、2004年に東京都立大学附属高等学校校長および同校を改編する目黒地区中等教育学校の開設準備担当校長を併任した。2006年に初代東京都立桜修館中等教育学校校長として、都立中等教育学校の草創期の校長の一人となる。
2009年に東京都立日比谷高等学校校長に就任した。
2012年から京北中学校・高等学校の校長を歴任し、東洋大学理事長付参与を経て、鈴木政男前校長に代わり、2022年8月、昭和学院秀英中学校・高等学校校長に就任した。2023年8月、同学校を退職した。
学校便りやマスコミにおいて教育について談話をすることも多く、全国高等学校長協会常務理事・管理運営研究委員長、文部科学省の中央教育審議会特別委員会で合理的配慮等環境整備検討ワーキンググループ委員、目黒区社会教育委員など
俯瞰力の提唱者。